# Setophaga vitellina
Setophaga vitellina là một loài chim trong họ Parulidae.